# Øivind Ragnhildstveit
Øivind Ragnhildstveit (1967) è un ex sciatore alpino norvegese.

## Biografia
Specialista delle prove tecniche, Ragnhildstveit debuttò in campo internazionale in occasione dei Mondiali juniores di Jasná 1985 (4º nello slalom speciale il miglior risultato) e vinse la medaglia di bronzo nello slalom gigante ai Campionati norvegesi nel 1986. Non prese parte a rassegne olimpiche né ottenne piazzamenti in Coppa del Mondo o ai Campionati mondiali.

## Palmarès

### Campionati norvegesi
- 1 medaglia (dati dalla stagione 1985-1986):
  - 1 bronzo (slalom gigante[senza fonte] nel 1986)